# Gibbium aequinoctiale
Gibbium aequinoctiale är en skalbaggsart som beskrevs av Anatole Auguste Boieldieu 1854. Gibbium aequinoctiale ingår i släktet Gibbium och familjen Ptinidae. Inga underarter finns listade i Catalogue of Life.